# Ivaň (kraj ołomuniecki)
Ivaň – gmina w Czechach, w powiecie Prościejów, w kraju ołomunieckim. Według danych z dnia 1 stycznia 2012 liczyła 501 mieszkańców.
Zobacz też:
- Ivaň